# Lagayan
Lagayan es un municipio perteneciente a  la provincia de El Abra en la Región Administrativa de La Cordillera (RAC) situada al norte de la  República de Filipinas y de la isla de Luzón, en su interior.

## Geografía
Tiene una extensión superficial de 130.50 km² y según el censo del 2007, contaba con una población de  4 134 habitantes, 4 477 el 1 de mayo de 2010

### Ubicación
| Noroeste: Nueva Era | Norte: Nueva Era | Noreste: Tineg    |
| Oeste: Danglas      |                  | Este: Tineg       |
| Suroeste: Danglas   | Sur: La Paz      | Sureste: San Juan |

## Barangayes
Lagayan se divide administrativamente en 5 barangayes, todos de carácter rural.
| Barangay  | Población (2007) | Población (2010) | Código (2012) |
| --------- | ---------------- | ---------------- | ------------- |
| Ba-i      | 809              | 360              | 140111201     |
| Collago   | 1,023            | 1 049            | 140111003     |
| Pang-ot   | 315              | 366              | 140111004     |
| Población | 1,013            | 1 236            | 140111005     |
| Pulot     | 974              | 975              | 140111006     |